# IX. Lajos francia király
IX. (Szent) Lajos (Poissy, 1214 vagy 1215. április 25. – Tunisz, 1270. augusztus 25.) Franciaország királya (1226. november 8-tól haláláig), VIII. (Oroszlán) Lajos és Kasztíliai Blanka fia, Anjou Károly szicíliai király fivére és III. (Merész) Fülöp francia uralkodó édesapja volt.
Szent Lajos testesítette meg a keresztény lovagkirály eszményét: két keresztes hadjáraton is részt vett; heroikus erőfeszítésének és állhatatosságának köszönhetően hamarosan szentté avatták. Uralkodása alatt katonailag, gazdaságilag és kulturálisan is Franciaország volt Európa vezető hatalma. A király gyóntatója, Robert de Sorbon alapította meg a Sorbonne-t, felépült a Sainte-Chapelle, és a király udvarában gyakran megfordult Aquinói Szent Tamás is. Lajost sokan már életében szentként tisztelték, és több uralkodó is elismerte kivételes helyzetét, amikor őt kérték fel vitás ügyeik rendezésére.

## Gyermek- és ifjúkora
Lajos 1218-ban lett a trónörökös, amikor bátyja, az 1209-ben született Fülöp meghalt. 1226. november 29-én koronázták meg Reimsben, ám mivel még kiskorú volt, energikus édesanyja, Blanka vette kezébe az ország ügyeinek irányítását, neki kellett rendeznie a Toulouse-i Grófság 1226-ban meghódított keleti felének helyzetét. 1229. április 11-én a meaux-i szerződés elismerte VII. Rajmund grófi címét, ami még a katharokat támogató atyja, VI. Rajmund ellen viselt háborúk miatt vált kétségessé. Az egyezmény csak a grófság nyugati részét hagyta Rajmund kezén, a többi királyi birtok lett. Délen egészen 1244-ig tartottak a stabilizációs harcok. Lajos 1234-ben lett nagykorú, de édesanyja továbbra is fontos tanácsadó szerepet töltött be udvarában. Már fiatalon nagy kegyességről tett tanúbizonyságot: egyszerűen öltözködött, gyakran juttatott adományokat az ispotályoknak, sőt előfordult, hogy maga mosta meg a szegények és betegek lábát.

## Az első hadjárat
Lajos mélységesen hívő keresztény volt. 1244-ben súlyosan megbetegedett, és megfogadta, hogy amint lehetősége nyílik rá, keresztes hadjáratra indul. Ehhez az albigens vidék pacifikálására és egy nagy földközi-tengeri támaszpont felépítésére volt szükség. 1248-ban, a Cité-palotához épített Sainte-Chapelle felszentelésének évében, június 8-án vette át Saint-Denis-ben az oriflamme-ot, és a sereg nemsokára útnak indulhatott Aigues-Mortes újonnan épült kikötőjéből személyesen a király vezetésével. Az ország irányítását édesanyjára bízta, aki ismét régens lett.
A VII. keresztes hadjárat vitézei először Ciprusra hajóztak, majd 1249-ben Egyiptomra támadtak. Június 8-án bevették Damiettát, majd 1250 februárjában megkezdték a kairói utat védő Manszúra erőd ostromát. Mindeközben Fahr ad-Dín emír folyamatos támadásai mellett skorbut és vérhas tizedelte a sereget, amely áprilisban megkezdte a visszavonulást. Ekkor valaki elhíresztelte a seregben, hogy Lajos megadta magát, mire a sereg nagy része kapitulált, és az arabok a királlyal együtt fogságba ejtették őket. Lajos feleségére, Provence-i Margitra bízta a had vezetését, majd az anyja által összeszedett hatalmas sarc fejében 1250 májusában katonáival együtt kiszabadult.
Ekkor úgy döntött, hogy a Közel-Keleten marad seregével, hogy segítse a keresztes államokat, de idősödő édesanyja támogatására hazaküldte fivéreit, Alphonse de Poitiers-t és Charles d'Anjou-t. Szükség is volt rájuk, ugyanis 1251-ben francia földön elkezdődött az úgynevezett „kis pásztorok” (pastoureaux) lázadása, majd 1252-ben Blanka elhunyt. Ettől kezdve Alphonse és Charles közösen gyakorolta a hatalmat Lajos hazatértéig.
IX. Lajos eközben rendezte Akko, Caesarea, Jaffa és Szidón helyzetét, majd 1254. április 24-én hazaindult Türoszból.

## A reformok
A hazatérő király meggyőződése volt, hogy az országában elharapózott, Istennek nem tetsző bűnök miatt kellett kudarcot vallania seregének, ezért átfogó reformokba kezdett. Első lépésként már 1254-ben kiadta az úgynevezett Grande ordonnance-ot, amit sorra újabb rendeletek követtek 1256-ig.
Lajos szigorú büntetéseket szabott ki a prostitúcióra és a káromkodásra, fellépett a szerencsejátékok és az uzsora ellen. Megkezdődött az önkényeskedő, jogtalanságokat elkövető hivatalnokok és tisztviselők felelősségre vonása, hatalmuk korlátozása (így például a sénéchalok és baillik rokonait is eltiltották a birtokok és egyházi javadalmak szerzésétől, nem választhattak működési körzetükből házastársat, nem szabhattak ki önkényesen bírságokat és adókat). 1180-ig visszamenően felülvizsgálták a peres ügyeket, és a jogtalanul birtokukat vagy jogaikat vesztetteket kárpótolták. A királyi bíráskodás résztvevőinek megtiltották, hogy nagyobb ajándékot vagy kölcsönt fogadjanak el a per érintettjeitől. Állítólag a király maga is részt vett a jogszolgáltatásban: Vincennes-ben rangra tekintet nélkül ítélkezett alattvalói ügyeiben egy tölgyfa alatt üldögélve.
Szent Lajos uralkodásától vált általánossá, hogy nagyhatalmú királyi vizsgálóbiztosokat delegáltak az ország minden tájára a visszaélések kiküszöbölésére. Ugyanezért 1262-től a királyi kormányzat szava döntött az egyes városok vezetőségének megválasztásában. A kormányzat specializálódását jelzik az állandósuló ellenőrző bizottságok és testületek önálló nevei (így például 1253-ban jelent meg a parlament előképe, a pallamentum kifejezés, amely a királyi bírák rendszeres ítélkezését jelölte).
1258-ban betiltották a tartományurak magánháborúit, 1261-ben pedig az istenítéleti párbajokat – igaz, e rendelkezéseket sokszor kijátszották, és nem is mindenkire voltak érvényesek.
Az 1263-as pénzreformhoz törvénybe foglalták, hogy a király által vert pénzeket mindenütt el kell fogadni, és a pénzverési joggal nem rendelkező, valamint a királyi területeken csak a korona pénze használható. 1266-ban vezették be a sokáig használt, értékálló tours-i garast, amelynek verését a magánverdéknek megtiltották. Ekkor még csak névleges jelentőséggel ugyan, de megkezdődött az aranypénzverés.
Több zsidóellenes intézkedést hozott: 1242-ben Párizsban autodafét rendeztek a héber nyelvű kéziratokból, 1254-ben kitiltották Franciaországból a katolizálni nem hajlandó zsidókat (igaz, később váltság fejében visszatérhettek), majd a IV. lateráni zsinat 1215-ös határozataival összhangban speciális ruha hordására kényszerítették őket, a vegyesházasságokat pedig megakadályozták. 1269. június 19-én rendeletben sárga csillag viselésére kötelezte a zsidókat; az ezt be nem tartókat tíz francia font (livre) ezüstre büntette.

## Európai ügyek

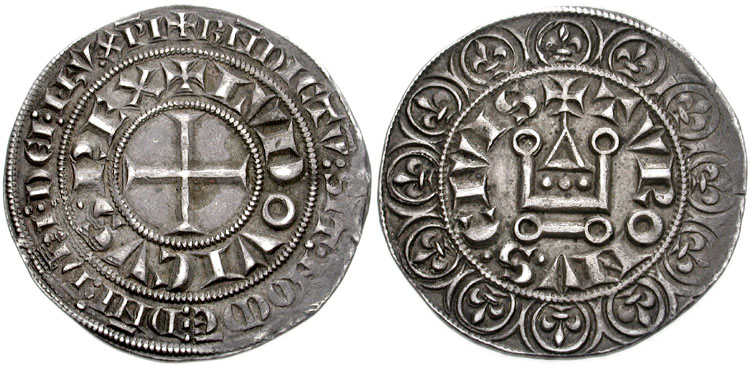
Szent Lajos tours-i garasa

Az új keresztes háborúra készülődő Lajos igyekezett minden európai ellenségeskedés végére pontot tenni. 1258-ban békét kötött az Aragóniai Királysággal: május 11-én Corbeil-ben évszázadokra rögzítették I. Jakab aragóniai uralkodóval a déli határt. 1259-ben az úgynevezett I. százéves háború ért véget: december 4-én a párizsi szerződésben III. Henrik angol király megkapta Limousint, Périgord-t, Quercyt, Agenais-t és Saintonge egy részét, viszont Franciaország megtarthatta Normandiát, Touraine-t, Anjou-t, Maine-t és Poitout.
1264-ben őt kérték fel az angliai hatalmi válság feloldására. Elítélte a királyt teljesen háttérbe szorító bárókat és semmisnek nyilvánította a jogaikat garantáló oxfordi és westminsteri provizóriumot — ez kisebb polgárháborúhoz vezetett. Többször ítélkezett a Német-római Birodalom és Franciaország határkonfliktusainak ügyében is.

## A második hadjárat

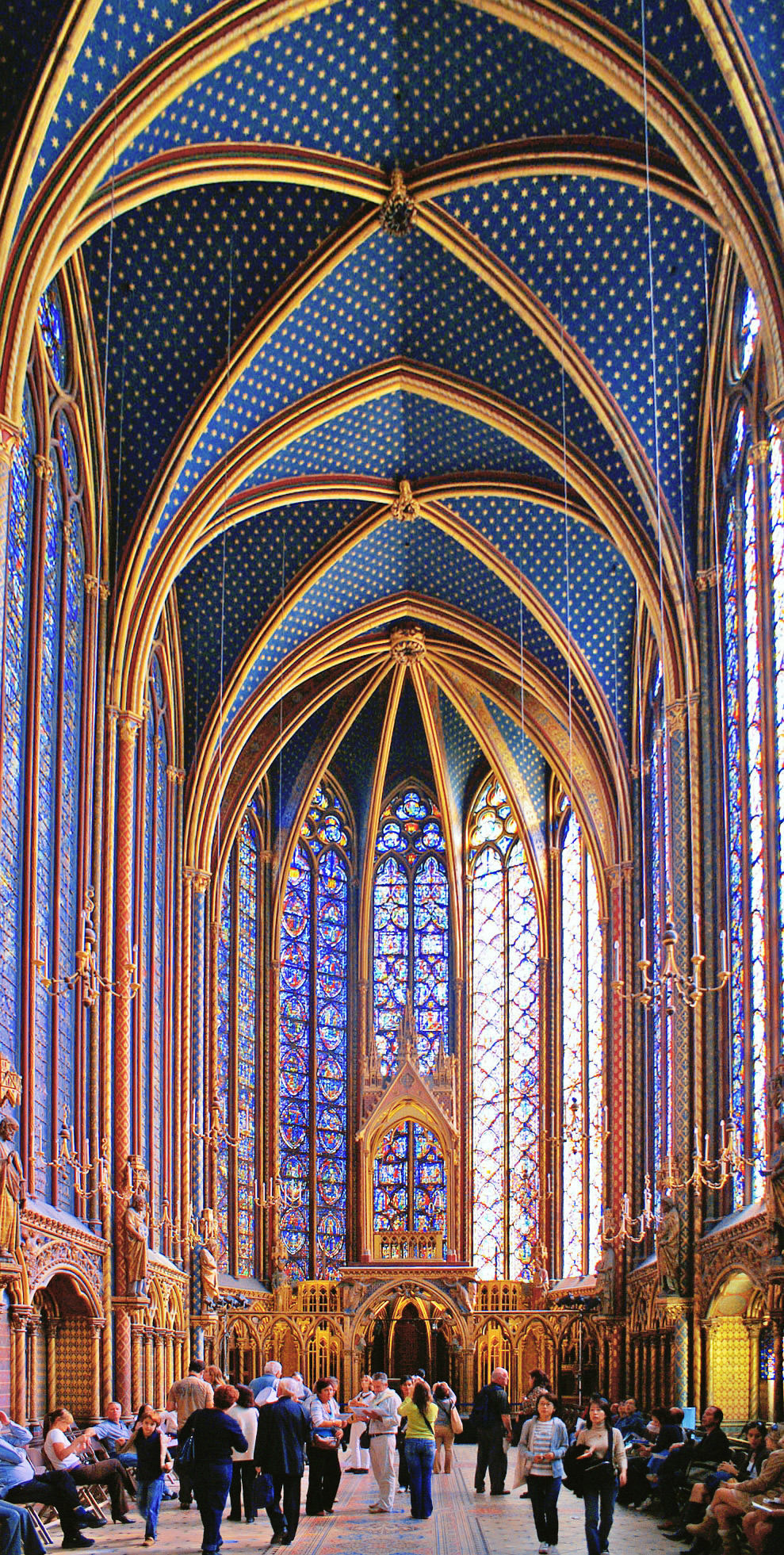
Az 1248-ban felszentelt Sainte-Chapelle a királyi reprezentáció máig lenyűgöző eleme volt

1266-ban Lajos öccse, Anjou Károly legyőzte I. Manfréd szicíliai királyt, és a pápa támogatásával megszerezte magának a királyságot. Az utolsó Hohenstaufok ellenében trónkövetelőként lépett fel a Német Királyságban is, de nem járt sikerrel. Valószínűleg az ő érdekeit szolgálta, hogy Szent Lajos második keresztes háborúját 1270-ben nem Egyiptom, hanem a mai Tunézia felé indította.
A VIII. keresztes hadjárat célja eredetileg a Szentföld lett volna, ahol a mongolok is segítséget ígértek a keresztényeknek, de Lajos inkább a tuniszi Musztanszír emír ellen vonult, aki – bár jóindulattal viseltetett a keresztények iránt – menedéket adott néhány szicíliai lázadónak. Károly elhitette az idős Lajossal, hogy Musztanszír hajlandó áttérni. A keresztény Tunisz Egyiptomot szorította volna harapófogóba a palesztinai és szíriai keresztes államokkal közösen, így Lajos kapva kapott az alkalmon. Július 1-jén ismét Aigues-Mortes-ból futott ki a hajóhad, amely július 18-án kötött ki Karthágónál. Musztanszír természetesen nem szándékozott áttérni, de harcra sem volt szükség, a hőség és a járványok ugyanis súlyos károkat okoztak a hadseregnek. Maga Szent Lajos vérhast kapott, és bele is halt. Fivére, Károly augusztus 25-én, nem sokkal Lajos halála után érkezett meg a szicíliai erősítéssel. A trónörökös, Fülöp rábízta a békekötést, hogy hazatérhessen és megkoronáztathassa magát.

## Személyisége, magánélete
Magas, karcsú, hajlékony alkatú férfi volt. Szőke, fiatal korában még dús haja idővel megritkult.
Többször is „frank arcúnak” (l'air franc) írták le — ez a kifejezés a nordikus típusú, hosszúkás arcokra utal. Arcjátékát élénknek, arckifejezését többnyire kedvesnek, tekintetét gyakran „galambszeműnek” említették. Többek szerint apai nagyanyja, Hainaut-i Izabella szépségét örökölte.
Erősen kötődött édesanyjához, aki nemcsak nagykorúvá válásáig, de a VII. keresztes hadjárat idején is a királyság régense volt. Ez a félelemmel vegyes tisztelet mindvégig jellemző maradt kettejük kapcsolatára. Így például a már húszas éveiben járó Lajos, amikor Pontoise-ban lakott, nap közben csak a kastély lépcsőházában mert találkozni feleségével, Margittal, és ha az őrség jelezte, hogy édesanyja közeledik, a fiatalok gyorsan szobájukba szaladtak, hogy „illedelmesen”, külön-külön fogadhassák.
Testvérei közül a legjobban két évvel fiatalabb öccsét, Róbertet (1216–1250), Artois grófját (a grófi ház alapítóját) szerette.
Minden reggel két misét hallgatott, és szigorúan betartotta a szerzeteseknek előírt hórákat (a nap különböző szakaszaiban szokásos imákat és zsolozsmákat) is. Este ötven térdhajtás és Ave Maria után tért aludni. Keveset aludt.

### Házasságai és utódai
1234. május 27-én Sens-ben vette el Provence-i Margitot, IV. Raimond-Bérenger provence-i gróf és Savoyai Beatrix provence-i grófné lányát. 11 gyermekük született:
- Blanche (1240–1243)
- Izabella (1242–1271), 1258-ban II. Theobald navarrai királyhoz és Champagne grófjához ment feleségül.
- Louis (1244. február 20. – 1260)
- Merész Fülöp (1245. május 1. – 1285. október 5.)
- Jean (1248)
- Jean-Tristan (1250. – 1270. augusztus 3.), Valois és Nevers grófja, 1266-tól Yolande de Bourgogne férje.
- Pierre (1251–1284), Alençon és Perche grófja. 1272-ben vette feleségül Jeanne de Châtillont.
- Blanche (1252–1320), 1269-ben lett Ferdinand de la Cerda kasztíliai infáns felesége.
- Marguerite (1254–1271), 1270-ben ment feleségül I. (Győzedelmes) János brabanti herceghez.
- Robert (1256–1317), Clermont grófja, 1279-től Béatrice de Bourgogne férje, a Bourbon-dinasztia őse.
- Ágnes (1260–1327), 1279-től II. Róbert burgundi herceg felesége.

## Emlékezete
Ereklyéinek egy részét Tunéziában temették el, ahol ma is látható Szent Lajos sírja. Más maradványok a palermói bazilikában találtak nyughelyre. A holttest nagy részét a Saint-Denis-székesegyházban helyezték nyugalomra, de ezek a maradványok a 16. század végének vallásháborúi közben eltűntek.
Szent Lajosról nevezték el a versailles-i székesegyházat és a Szent Lajos-rendet, illetve a francia telepesek számára a 19. században épített katedrálist Karthágóban.
A király nevét őrzi többek között St. Louis városa Missouriban, Saint-Louis du Sénégal Szenegálban, Saint-Louis Elzászban, a Szent Lajos-tó Québecben, a Mission San Luis Rey de Francia Kaliforniában, valamint számos São Luís nevű település található Brazíliában. Egy helyi legenda szerint a tunéziai Szidi Bú Szaíd neve is Szent Lajostól származik, aki beleszeretett egy berber hercegnőbe, ezért felvette az Abu Szaíd ibn Halef ibn Jahja Ettamini el-Bedzsi nevet. Ez az ember valóban létezett, és Szidi Bú Szaíd volt a ragadványneve, a muszlimok pedig szentként tisztelik. A Lajosmizsén található római katolikus templom az ő nevét viseli.

### Szent Lajos
A szigorú keresztény életelvek alapján élő királyt sokan már életében szentnek tekintették, de csak 1297-ben kanonizálták, amikor VIII. Bonifác pápa engedményekre kényszerült a Lajos unokájával, Szép Fülöppel vívott politikai harcában.
Attribútumai:
- a Sainte Chapelle makettje,
- a töviskorona,
- szegek.

Ő az aranyművesek, borbélyok, cukrászok, desztillátorok, divatkereskedők, ékszerészek, épületmunkások, fegyvergyárosok, fegyverkovácsok, fodrászok, frissítőárusok, gipszöntők, gombkötők, hajómunkások, kalmárok, kárpitosok, kefekötők, kőfaragók, ötvösök, paszomántosok, selyemgyárosok, szabók, tűzijátékárusok, vaskereskedők védőszentje. Pestis ellen kérik oltalmát.
Ünnepnapja: augusztus 25.

## Történelmi források
Az időszak legfontosabb forrása a Jean de Joinville királybíró, Lajos király matuzsálemi kort megért barátja és bajtársa által írott Szent Lajos élete (Vie de Saint Louis). Hasonló értéket képvisel az 1274-re összeállított Grandes Chroniques de France, amely a francia királyság Szent Lajos parancsára összegyűjtött hivatalos története volt, amelyet az idők folyamán egészen 1461-ig tovább bővítettek.
- Szent Lajos élete és bölcs mondásai; szerk. Csernus Sándor, tan. Jacques Le Goff, Csernus Sándor, Zimonyi István, ford. Csernus Sándor, Cs. Tóth Annamária; Balassi, Bp., 2015 (A középkori francia történeti irodalom remekei) ISBN 9789635069637, 448 p.

### Magyarul
- Múlt-kor.hu
- Katolikus.hu Archiválva 2007. június 12-i dátummal a Wayback Machine-ben

### Angolul
- Catholic Encyclopedia
- IX. Lajos és III. Henrik angol király háborúja Archiválva 2017. január 21-i dátummal a Wayback Machine-ben
- Szent Lajos első keresztes hadjárata az arabok szemszögéből Archiválva 2014. augusztus 14-i dátummal a Wayback Machine-ben
- Guy lovag levele Damietta elfoglalásáról, benne Szent Lajos beszéde embereihez Archiválva 2013. január 21-i dátummal a Wayback Machine-ben
- Lord Joinville emlékiratai, Szent Lajos életrajza Archiválva 2009. augusztus 16-i dátummal a Wayback Machine-ben

### Franciául
- Jean de Joinville: Vie de Saint Louis (digitalizált változat) Archiválva 2007. május 5-i dátummal a Wayback Machine-ben
- Szent Lajos családfája

| Előző uralkodó: VIII. (Oroszlán) Lajos | Franciaország királya 1226–1270 | Következő uralkodó: III. (Merész) Fülöp |